# Freila
Freila é um município da Espanha na província de Granada, comunidade autónoma da Andaluzia, de área 60 km² com população de 1093 habitantes (2007) e densidade populacional de 13,68 hab/km².

## Demografia
| Variação demográfica do município entre 1991 e 2004 | Variação demográfica do município entre 1991 e 2004 | Variação demográfica do município entre 1991 e 2004 | Variação demográfica do município entre 1991 e 2004 |
| --------------------------------------------------- | --------------------------------------------------- | --------------------------------------------------- | --------------------------------------------------- |
| 1991                                                | 1996                                                | 2001                                                | 2004                                                |
| 1282                                                | 1133                                                | 926                                                 | 1019                                                |